# Museo Arqueológico de las Tecnologías Andinas
El Museo Arqueológico de las Tecnologías Andinas es un museo privado ubicado en el distrito de Moro, provincia del Santa en la región Áncash en Perú. 

## Historia
El museo se inauguró el 8 de agosto de 2015. Para su implementación, el proyecto de museo ha contado con el apoyo económico del Servicio de Leichtenstein para el Desarrollo, las Hermanas de la Misericordia de San Vicente de Paúl y otros benefactores de Liechtenstein, país de origen de Rebecka Frick, presidenta de la Asociación Caminemos Unidos (ACU) que impulsó la creación y en cuyo local se encuentra el museo. La idea del museo provino de la hermana Rebecka a partir de la acumulación de piezas arqueológicas halladas y entregadas por los pobladores locales, proceso que se inició dos décadas atrás. La curaduría estuvo a cargo del arqueólogo peruano Alexander Herrera Wassilowski y la arqueóloga española Carmen Pérez Maestro.

## Exposición y colecciones
Son parte de la muestra una colección de 521 piezas arqueológicas que se han organizado sobre la base de la propuesta museográfica del museo. Las tecnologías andinas comprenden el patrimonio cultural material e inmaterial, sabidurías y prácticas desarrolladas por las culturas ancestrales y pueblos indígenas de los valles de Nepeña, Jimbe, Casma y Santa en la costa norte de Áncash, sobre la base de su relación con la naturaleza. Las tecnologías expuestas son la textil, metalúrgica, cerámica, lítica y agrícola.
El museo cuenta con 3 salas:
- Sala Inicial: se presenta al visitante las funciones de un museo y un video de bienvenida.
- Sala Principal: a través de paneles y vitrinas se presentan las tecnologías andinas, incluida de forma especial la etnobotánica.
- Sala de Talleres: un espacio dirigido a niños y docentes y en donde se reflexiona sobre la función contemporánea de los bienes culturales.